# Terissaqqan
Der Terissaqqan (kasachisch Терісаққан; russisch Терсаккан Tersakkan) ist ein linker Nebenfluss des Ischim im zentralen Norden von Kasachstan.
Der Terissaqqan entspringt im westlichen Teil der Kasachischen Schwelle. Von dort fließt er in überwiegend nördlicher Richtung und erreicht schließlich bei der Siedlung Terissaqqan (ehemals Kasgorodok) den Flusslauf des Ischim. Der Fluss durchfließt dabei die Gebiete Ulytau, Qostanai und Aqmola. Der Terissaqqan hat eine Länge von 334 km. Er entwässert ein Areal von 19.500 km². Der Fluss wird hauptsächlich von der Schneeschmelze gespeist. Das Frühjahrshochwasser macht 90 % des Jahresabflusses aus. Der mittlere Abfluss beträgt 2,5 m³/s. Maximale Abflüsse erreichen Werte von bis zu 52,7 m³/s. Zwischen November und Mitte April ist er eisbedeckt. Der Oberlauf fällt häufig trocken. Während strengen Wintern kann der Fluss bis zum Grund gefrieren.